# Chondrodesmus pittieri
Chondrodesmus pittieri är en mångfotingart som beskrevs av Loomis 1961. Chondrodesmus pittieri ingår i släktet Chondrodesmus och familjen Chelodesmidae. Inga underarter finns listade i Catalogue of Life.